# Масонский календарь
Масонский календарь используется масонами для исчисления лет и месяцев. Отправные точки в летосчислении масонских лож основываются на определённых исторических фактах.

## История

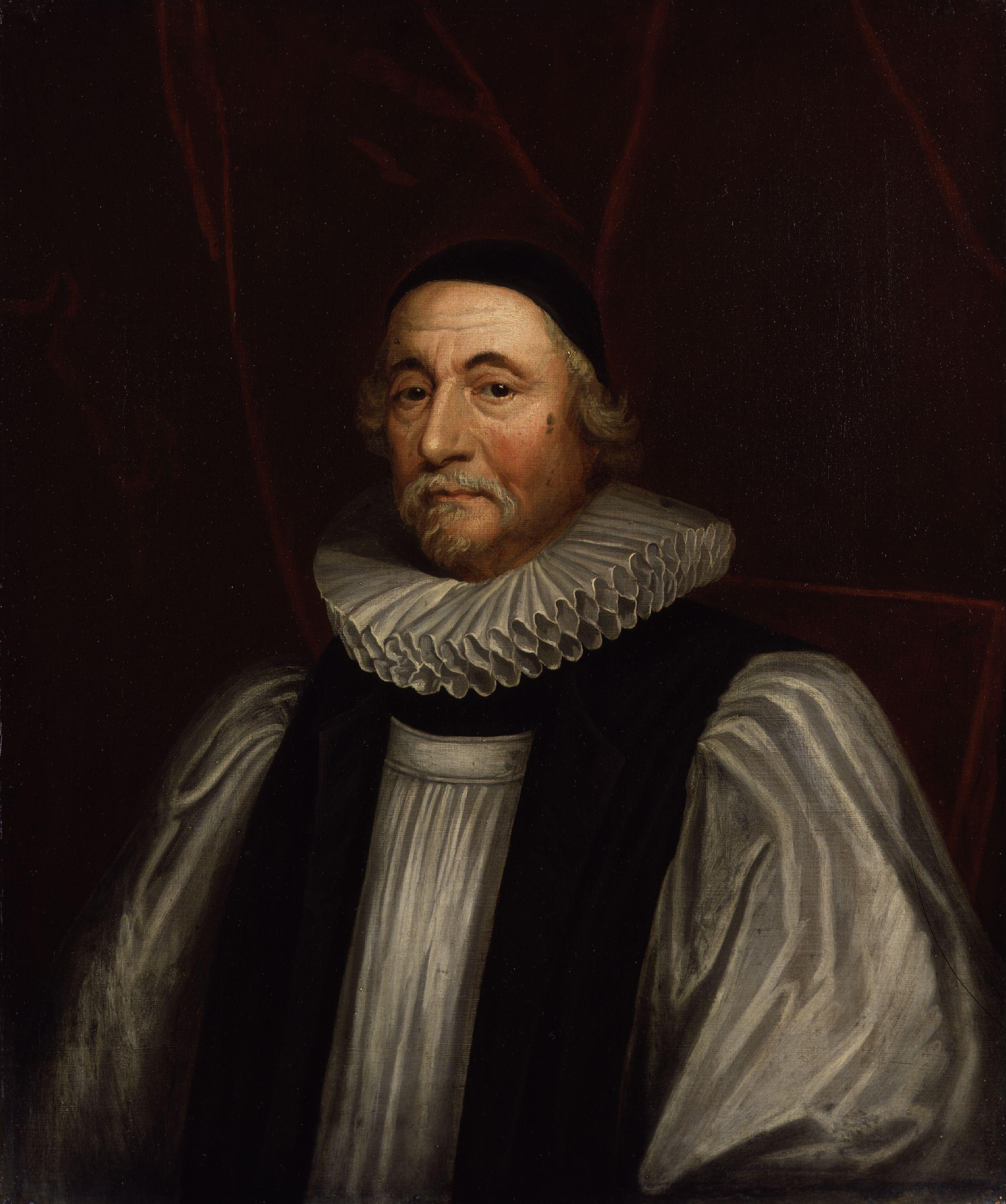
Джеймс Ашшер

Календарным масонским годом считается Год Света — Anno Lucis (на латинском языке). Он знаменует начало эпохи Света Истинного (А.L.). Anno Lucis появился в XVIII веке, в английских документах, под наименованием года масонского и года каменщического, или года каменотёса. Датировка года Света Истинного основана на расчётах Джеймса Ашшера, англиканского прелата, родившегося в 1580 году в Дублине. Он разработал шкалу, начиная с создания в соответствии с Книгой Бытия, и который он определял как год создания — 4004 год до н. э. на основе Масоретского текста, а не Септуагинты.
Пастор Джеймс Андерсон выступил в своей Конституции 1723 года за такое летоисчисление, что символически подтверждает универсальность масонства. Данную хронологию принято считать независимой от религиозной, по крайней мере в британском контексте времени. Сроки начала масонской эры определяются, как 4000 год до н. э..

## Два полугодия
Масонский год имеет два важных дня: Иоанна летнего — Иоанна Крестителя, который отмечается 24 июня, и Иоанна зимнего — Иоанна Богослова, который отмечается 27 декабря. Оба дня символически совпадают с солнцестоянием.

## Вычисление
Масонский год имеет такую же продолжительность, как и год григорианский, но начинается 1 марта, как год юлианский, который вступил в силу в момент написания конституции Андерсона. Этот григорианский год в ходе вычислений был приравнен к порядковому числу 4000.

## Пример

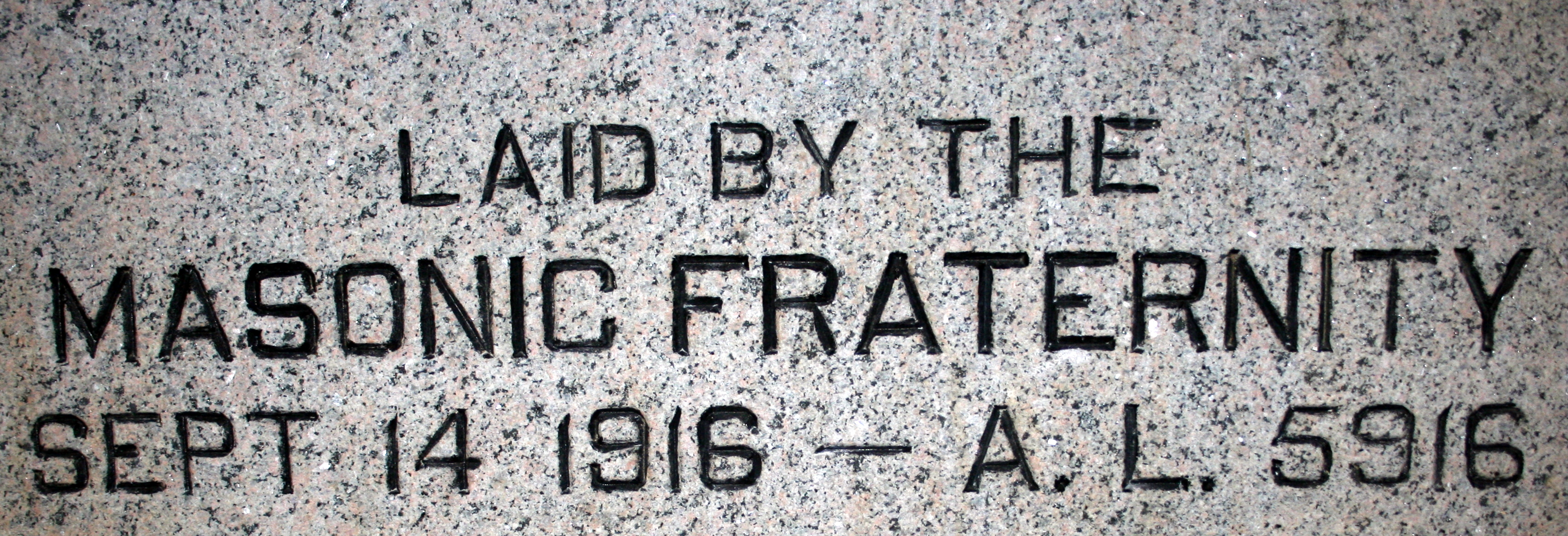
Фрагмент надписи в масонской ложе в Рочестере, штат Миннесота, США

28 февраля 2004 года был 28-й день 12-го месяца 6003 Года Света.
1 марта 2004 года был 1-й день 1-го месяца 6004 Года Света.